# 技術工人
技術工人又稱熟练工人，是指任何具有特殊技能以及掌握一定專業知识並且在工作中能熟練完成任務的工人。技术工人可能曾就读于学院、大学或技术学校，而且他們可能是在工作中掌握了技能，这些技能給他們帶來了不菲的收入。一般而言，有一定水平的起重机操作员、CDL卡车司机、钳工、绘图员、管道工、工匠、厨师和会计师可能都算是技術工人。

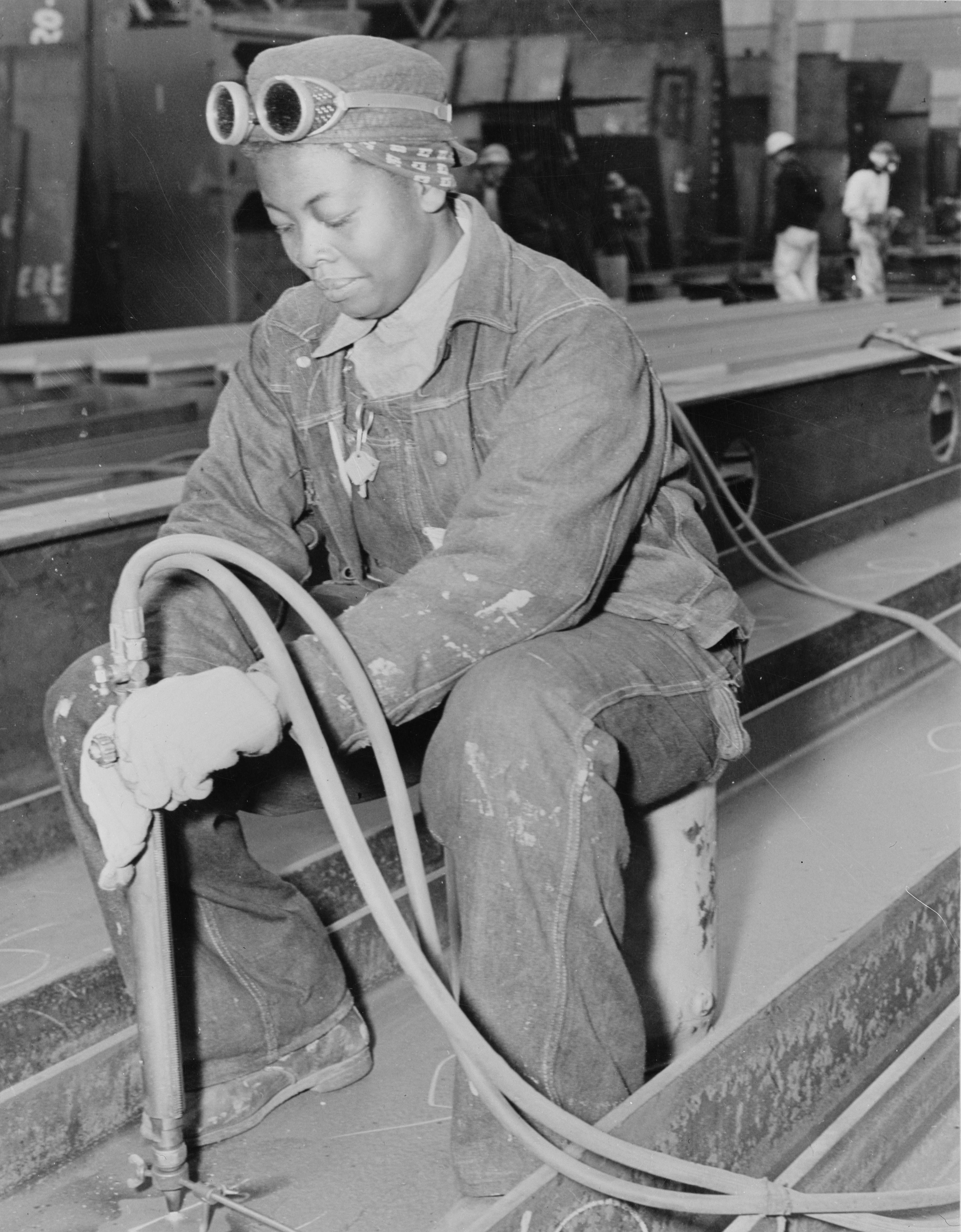
在里士满造船厂工作的技术工人